# États généraux sur la situation et l'avenir de la langue française au Québec
Les États généraux sur la situation et l'avenir de la langue française au Québec, aussi connus sous le nom de Commission Larose (du nom de son président), furent mis sur pied par le gouvernement du Québec le 29 juin 2000. Le mandat que lui confie le gouvernement est celui :
« d’identifier et d’analyser les principaux facteurs qui influencent la situation et l’avenir de la langue française au Québec, de dégager les perspectives et les priorités d’action pertinentes, de procéder à l’examen des articles de la Charte de la langue française mis en cause et, enfin, de présenter des recommandations visant à assurer l’usage, le rayonnement et la qualité de la langue française au Québec. »
— Le français, une langue pour tout le monde, 2001

## Commission
La commission, présidée par Gérald Larose, est composée de 10 commissaires :
- Jean-Claude Corbeil (aussi secrétaire)
- Josée Bouchard
- Hélène Cajolet-Laganière
- Stéphane Éthier
- Patricia Lemay
- Norma Lopez-Therrien
- Stanley Péan
- Gary Richards
- Marie-Claude Sarrazin
- Dermod Travis

## Consultation
Entre novembre 2000 et juin 2001, la commission chargée d'organiser les États généraux tient une vaste consultation populaire. Quelque 300 organismes, experts et citoyens soumettent leurs opinions par écrit ou lors d'audiences publiques.
 Furent aussi organisées six journées thématiques, un colloque international intitulé La diversité culturelle et les politiques linguistiques dans le monde tenu à l'Université Laval et un forum national tenu à Québec.

## Rapport
Le rapport final de 298 pages, déposé le 17 août 2001, s'intitule Le français, une langue pour tout le monde. Ses recommandations, au nombre de 149, viennent détailler ses 8 chapitres nommés :
1. Pour une politique linguistique citoyenne et globale
2. Conférer un caractère constitutionnel aux principes fondateurs de la politique linguistique
3. Assurer la maîtrise du français dans un aménagement linguistique pluriel
4. Pour un vaste chantier d’aménagement linguistique liant statut et qualité de la langue
5. Le français, langue de la vie courante
6. Le français et les nouvelles technologies
7. La solidarité francophone et internationale
8. Déploiement de la politique globale